# Wolfach (Donau)
Die Wolfach ist ein rechter, etwa 30 km langer Zufluss der Donau in Niederbayern.

## Verlauf
Die Wolfach entspringt bei Stockland südwestlich von Wolfakirchen, durchquert die Gebiete der Gemeinde Haarbach, des Marktes Ortenburg und der Stadt Vilshofen, wo sie rechtsseitig in die Donau mündet.

## Zuflüsse
- Hörbach (links)
- Mühlbach (rechts)
- Thillbach (links)
- Reisbacher Bach (rechts)
- Würdinger Bach (rechts)
- Iglbach (links)
- Röhrnbach (rechts)